# Jacopo Amigoni

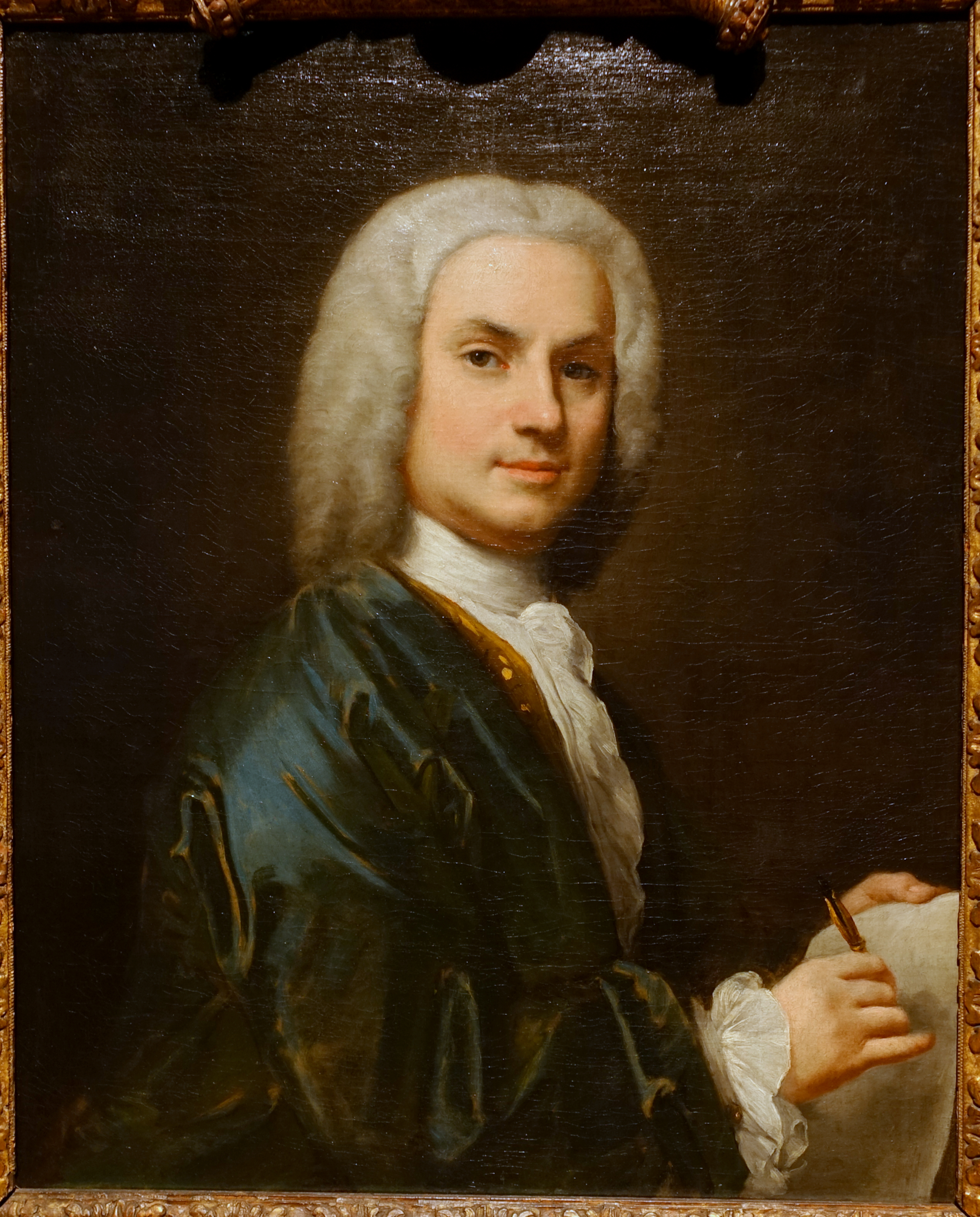
Selbstbildnis von Jacopo Amigoni, ca. 1730–1735

Jacopo Amigoni (andere Namensvarianten: Giacomo Amiconi; im Deutschen auch: Jakob Amigoni; in Spanien auch: Santiago Amiconi; * 1682 in Neapel; † 21. oder 22. August 1752 in Madrid) war ein italienischer Maler, Freskant, Zeichner und Kupferstecher des Spätbarock und des Rokoko. Er wird zur venezianischen Schule der Malerei gerechnet und gilt nach und zusammen mit Sebastiano Ricci und Giovanni Antonio Pellegrini als einer der ersten Rokokomaler. Da er im Laufe seines künstlerischen Schaffens in halb Europa wirkte, spielte Amigoni eine bedeutende Rolle bei der internationalen Verbreitung des neuen Stils. Amigoni zählte zu den bedeutendsten italienischen Porträtisten der ersten Hälfte des 18. Jahrhunderts.

## Leben

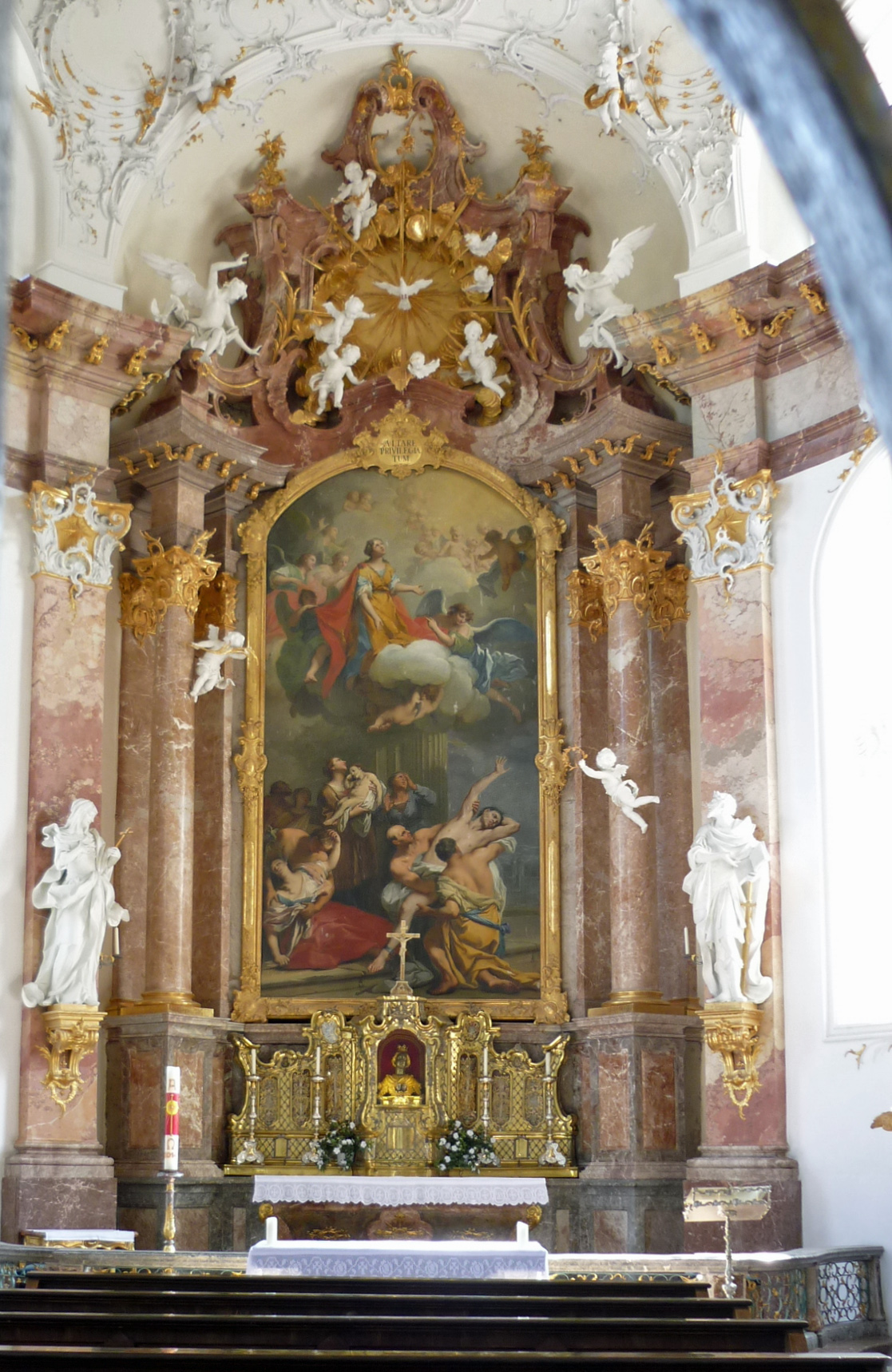
Hochaltar mit Jacopo Amigonis Die hl. Anastasia als Fürbitterin für Kranke, um 1725, Anastasiakapelle im Kloster Benediktbeuern

### Jugend
Über Amigonis Herkunft, Jugend und Ausbildung ist bis heute erstaunlich wenig bekannt. Früher wurde angenommen, dass er 1675 geboren wurde, seit 1933–1934 ist jedoch bekannt, dass der Maler selber 1750 in Spanien bei einer Zeugenaussage erklärte, dass er in Neapel geboren und zu dem Zeitpunkt 68 Jahre alt sei („natural de Napoles y de 68 anños de edad“) – demnach wäre er um 1682 geboren, was von den meisten Autoren akzeptiert wird. Einige modernere Autoren zweifeln allerdings Amigonis Aussage an, so erklärt beispielsweise Holler, dass Geburtsjahr und -ort des Malers unbekannt seien.
1711 war Amigoni in der Malerzunft (der sogenannten „fraglia dei depentori“) von Venedig eingetragen – allerdings als abwesend. Wie, wann und warum Amigoni nach Venedig kam und wie lange er dort lebte, ist nicht bekannt. Folglich ist auch über seine malerische Ausbildung nichts bekannt, was viele Vermutungen über Einflüsse z. B. durch neapolitanische Maler wie Luca Giordano oder Solimena rein spekulativ erscheinen lässt.
Aus Amigonis früher venezianischen Zeit ist nur ein Bild bekannt, ein Altarbild mit den Heiligen Andreas und Katherina in der Kirche San Stae.

### Deutschland ca. 1711–1729
Laut George Vertue (1684–1756) arbeitete Amigoni (eventuell schon 1711) „nach seinen Studien einige Zeit am kurfürstlichen Hof in Düsseldorf“ bei dem venezianischen Barockmaler Antonio Bellucci, der dort ab 1705 für die malerische Dekoration von Schloss Bensberg verantwortlich war. Da im Werk Amigonis deutliche und nachhaltige stilistische Einflüsse durch Bellucci zu erkennen sind, wird manchmal davon ausgegangen, dass dieser schon vorher einer seiner Lehrer war. Weitere Inspirationen können zu dieser Zeit auch von Giovanni Antonio Pellegrini ausgegangen sein, der um 1713–1714 ebenfalls in Düsseldorf war.

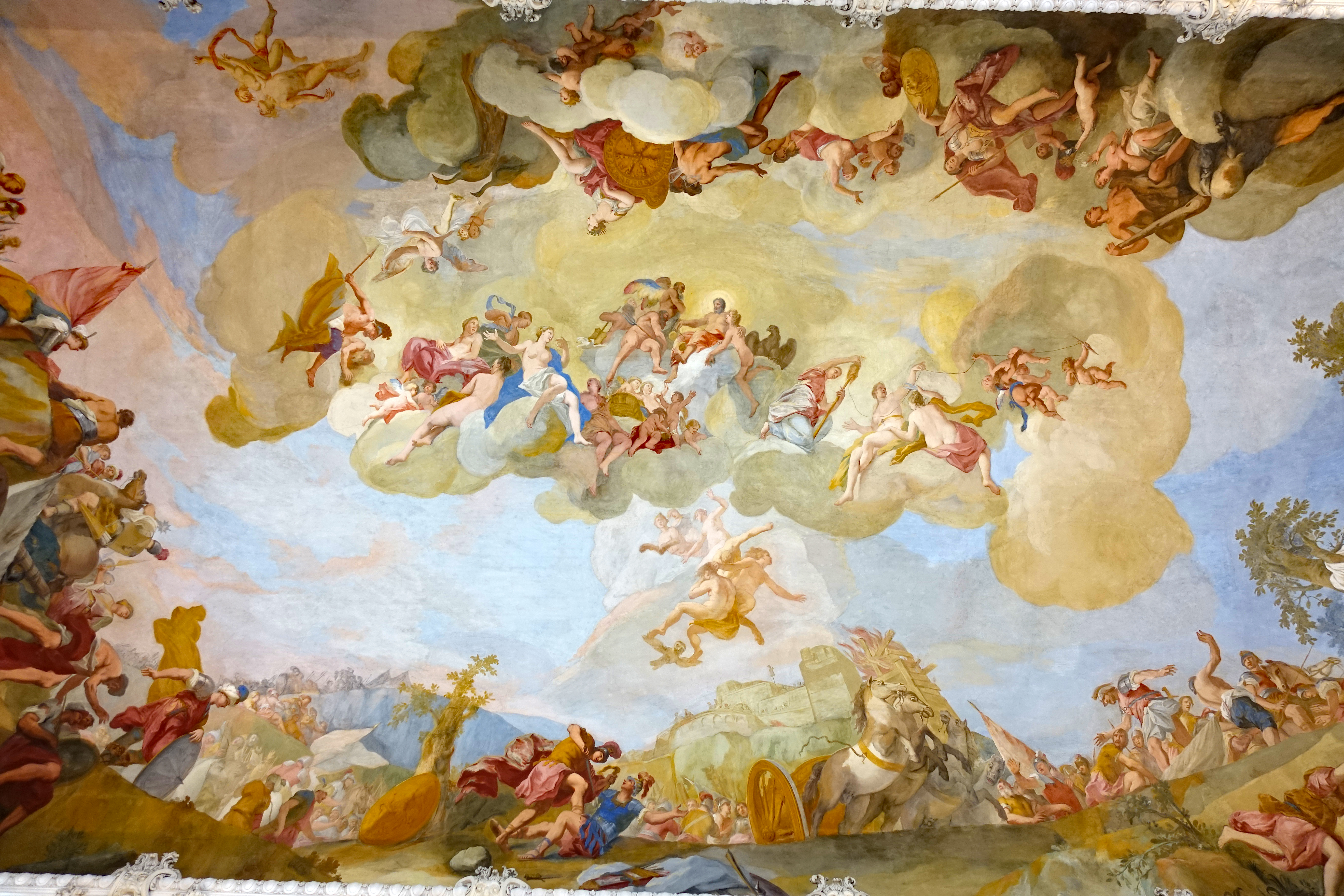
Deckenfresko mit Kampf zwischen Turnus und Aeneas (ca. 1720–1725) im Großen Saal im Neuen Schloss Schleißheim, München

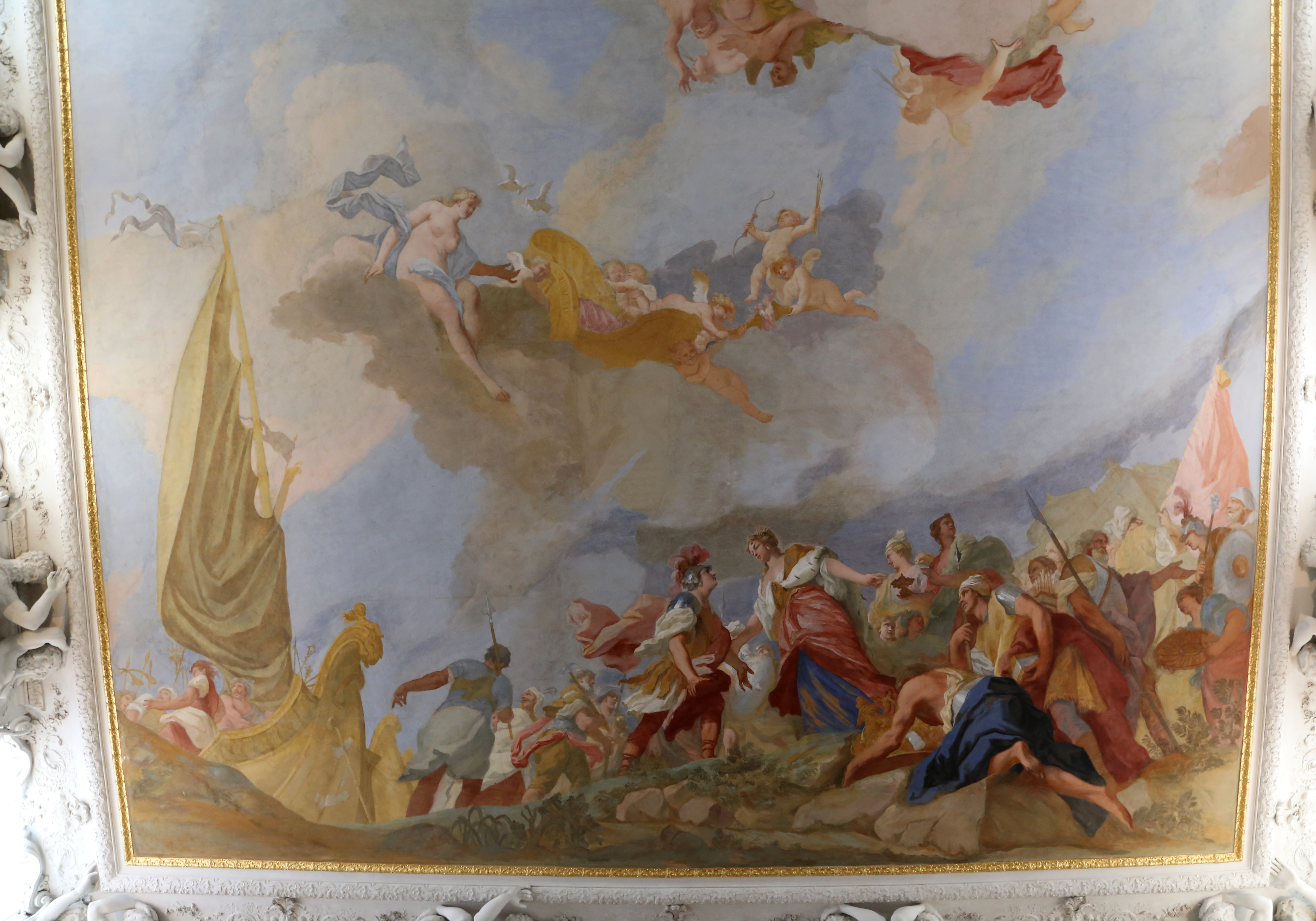
Deckengemälde Dido empfängt Aeneas (ca. 1720–1725) im Viktoriensaal im Neuen Schloss Schleißheim, München

Amigonis eigenständige Karriere begann im Jahre 1715, als er für die Münchener Frauenkirche das Altarbild Christus der Auferstandene begegnet seiner Mutter malte, das sich heute in der Kirche der Abtei Frauenwörth auf der Insel Frauenchiemsee befindet, wo es allerdings zu bestimmten Zeiten im Jahreszyklus durch ein Gemälde der seligen Irmengard von Chiemsee ersetzt wird.
In Süddeutschland blieb Amigoni mit kurzen Unterbrechungen bis 1729 und wurde dort zum unangefochtenen Vorreiter des Rokoko. Während er in den ersten Jahren vor allem Altarbilder und andere Ölgemälde schuf, wie die Predigt Johannes des Täufers für den Würzburger Dom oder das mythologische Bild Venus und Pan für die Münchner Residenz, folgten ab 1719 die ganz großen und bedeutenden Dekorationsaufträge. In diesem Jahr malte er für den bayerischen Kurfürsten Maximilian II. Emanuel das Deckenfresko Allegorie des Tages in der Badenburg im Park von Schloss Nymphenburg und im Kloster Ottobeuren auf Wunsch des Abtes Rupert Neß das Deckenfresko Herkules und Selene im Vorsaal zur Stiftsbibliothek – letzteres war zunächst nur als Probestück gedacht.
In den folgenden Jahren dekorierte er bis zum Tode des Kurfürsten im Jahr 1726 große Teile von Schloss Schleißheim – zwei große Säle und acht kleinere Salons im Piano nobile – mit einem Freskenzyklus über das Leben des Aeneas. Hinzu kamen Ölgemälde für die übrige Ausstattung des Schlosses.
Während seiner letzten Jahre in Bayern ab 1725 wirkte er wieder in Ottobeuren, wo er unter anderem die Deckenfresken in der Abtkapelle des Klosters malte. Nach einem Heimaturlaub in Venedig im Jahr 1726 malte er im Kloster selber auch die Dekorationen des Vestibüls zur Sankt Benediktkapelle (1728) und die nach ihm benannten Amigonizimmer (1728–1729) in einer speziellen Mischtechnik „mit einer Öl-Eiweisstempera auf dunkeltonigem vorgestrichenem Putzgrund“ aus.
Außerdem wirkte Amigoni wahrscheinlich um 1725 auch in Benediktbeuern, wo er die Altarbilder für die Anastasiakapelle schuf; heute (2022) sind vor Ort nur noch zwei von ursprünglich drei Amigoni-Bildern zu sehen: Die hl. Anastasia als Fürbitterin für Kranke auf dem Hauptaltar und die künstlerisch besonders bedeutende Maria Immaculata an einem der Nebenaltäre. Daneben malte er auch ein Porträt seines Auftraggebers, des Abtes Magnus Pachinger.
In München wurde der Kupferstecher Joseph Wagner sein Schüler.

### England ca. 1729–1739

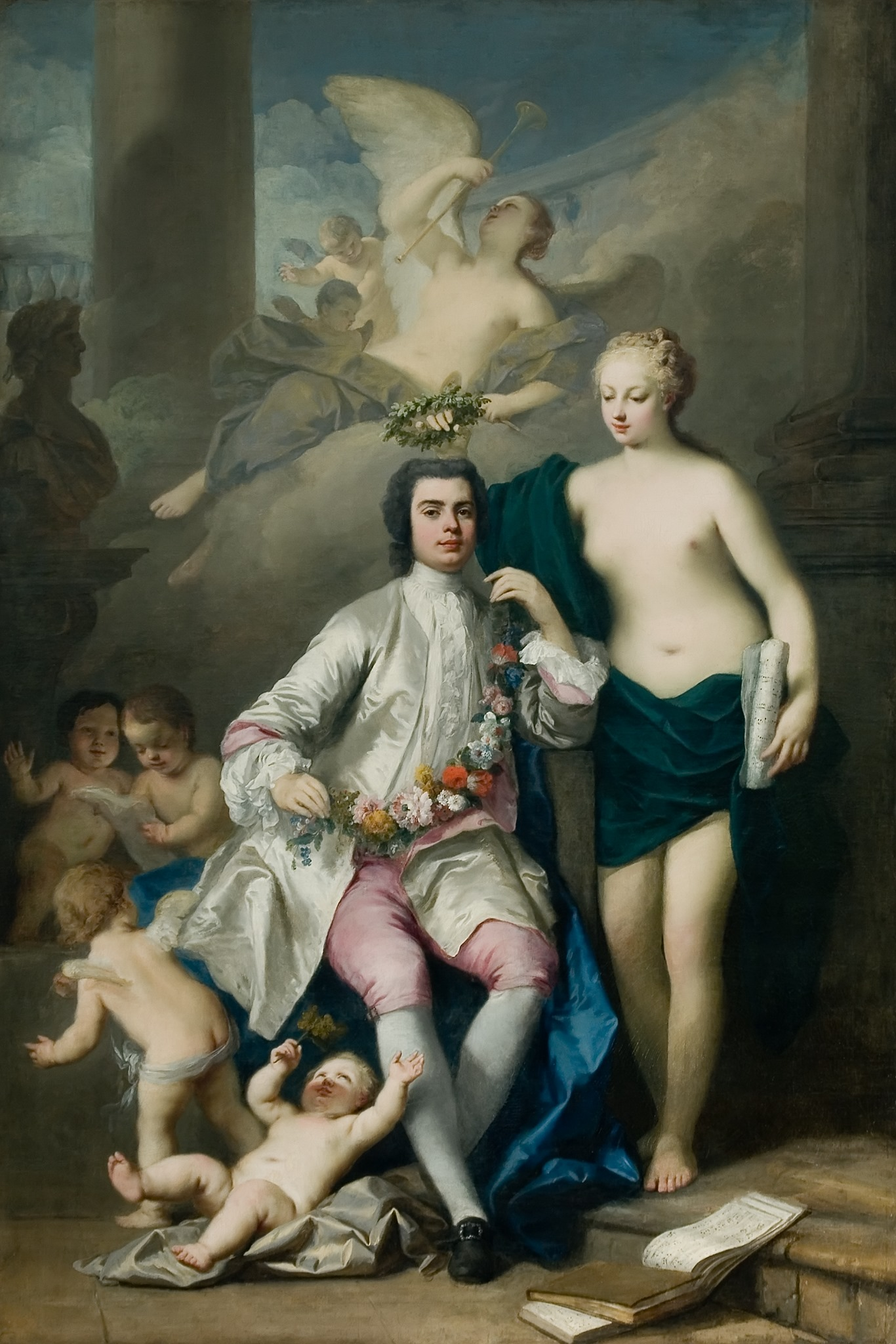
Porträt des berühmten Soprankastraten Farinelli, gekrönt von der Muse der Musik, 1734–1735, Muzeul Național de Artă al României. Das Gemälde wurde von Amigonis Freund und Mitarbeiter Joseph Wagner in Kupfer gestochen.

Von 1729 oder 1730 bis 1739 lebte Amigoni in London, abgesehen von einem vorübergehenden Abstecher nach Paris, das er 1736 besuchte.
Auch für den englischen Adel schuf er größere Dekorationen, wie eine berühmte Serie großer Leinwände über Jupiter und Io, die noch heute in Moor Park (Herts) zu sehen sind. Er arbeitete außerdem für Lord Thonkerville (oder Tankerville ?), sowie in Powi House, und schuf das Deckengemälde Die Musen präsentieren Apollo den Dichter Shakespeare für das 1732 neu erbaute Covent Garden Theatre. Das letztere Werk wurde bereits 1784 beim Umbau des Theaters zerstört, auch anderes ist nicht erhalten.
Daneben schuf er für private Kunden zahlreiche mythologische und alttestamentarische Szenen. Besonders lagen ihm dabei galante Themen mit mythologischen Liebespaaren wie Venus und Adonis, Diana und Endymion oder Zephyr und Flora, die er oft in mehreren, ganz verschiedenen Varianten malte, teilweise auch als Serien. Ein besonders exquisites Bildpaar sind die beiden Gemälde Bacchus und Ariadne (siehe Abb. unten rechts) und Venus und Adonis aus einer Privatsammlung in Lyon, die (2013 ?) bei Sotheby’s versteigert wurden. Daneben war er ein gesuchter Porträtmaler der englischen Aristokratie, und malte unter anderem Mitglieder der königlichen Familie von George II. und Königin Caroline. Dabei war er auch offen für künstlerische Anregungen aus der englischen Bildnistradition nach Van Dyck und Peter Lely, sowie von französischen Malern wie Nicolas de Largillière.
In London lernte Amigoni um 1734–1735 – also etwa um die Zeit, als er das Covent Garden Theatre dekorierte – auch den Komponisten Nicola Porpora kennen und freundete sich offenbar vor allem mit dessen Schüler, dem berühmten Kastratensänger Farinelli an, die beide etwa zwei bis drei Jahre für die sogenannte Adelsoper arbeiteten, dem Konkurrenzunternehmen der von Händel geleiteten Royal Academy of Music. Amigoni malte zu dieser Zeit zwei Porträts von Farinelli, darunter ein besonders poetisches, auf dem der Sänger von der Muse der Musik gekrönt wird (siehe Abb. rechts).
Da Amigoni in London von seiner als „Amicona“ bekannten Schwester Carlotta und von seinem Schüler Wagner begleitet wurde, die beide als Kupferstecher arbeiteten, konnte er die Farinelli-Porträts ebenso wie viele andere seiner Bilderfindungen von ihnen stechen und im Druck verbreiten lassen. Amigoni fertigte auch selber einige Kupferstiche nach seinen Werken, wie Jupiter und Callisto, Zephyr und Flora und eine Madonna mit Kind. Auch andere Kupferstecher wie die Italiener Volpato und Bartolozzi, gaben die beliebten Amigoni-Szenen heraus und sorgten für eine weite Verbreitung und Popularisierung seiner Werke. Seine derart verbreiteten Bilderfindungen wurden so teilweise zu Vorlagen für die Dekoration des im Rokoko so beliebten Porzellans.
Amigoni heiratete 1738 in London die Mezzosopranistin Maria Antonia Marchesini, die auch als „la Lucchesina“ bekannt war und für Händel in dessen Opern und Oratorien sang.

### Italien 1739–1747

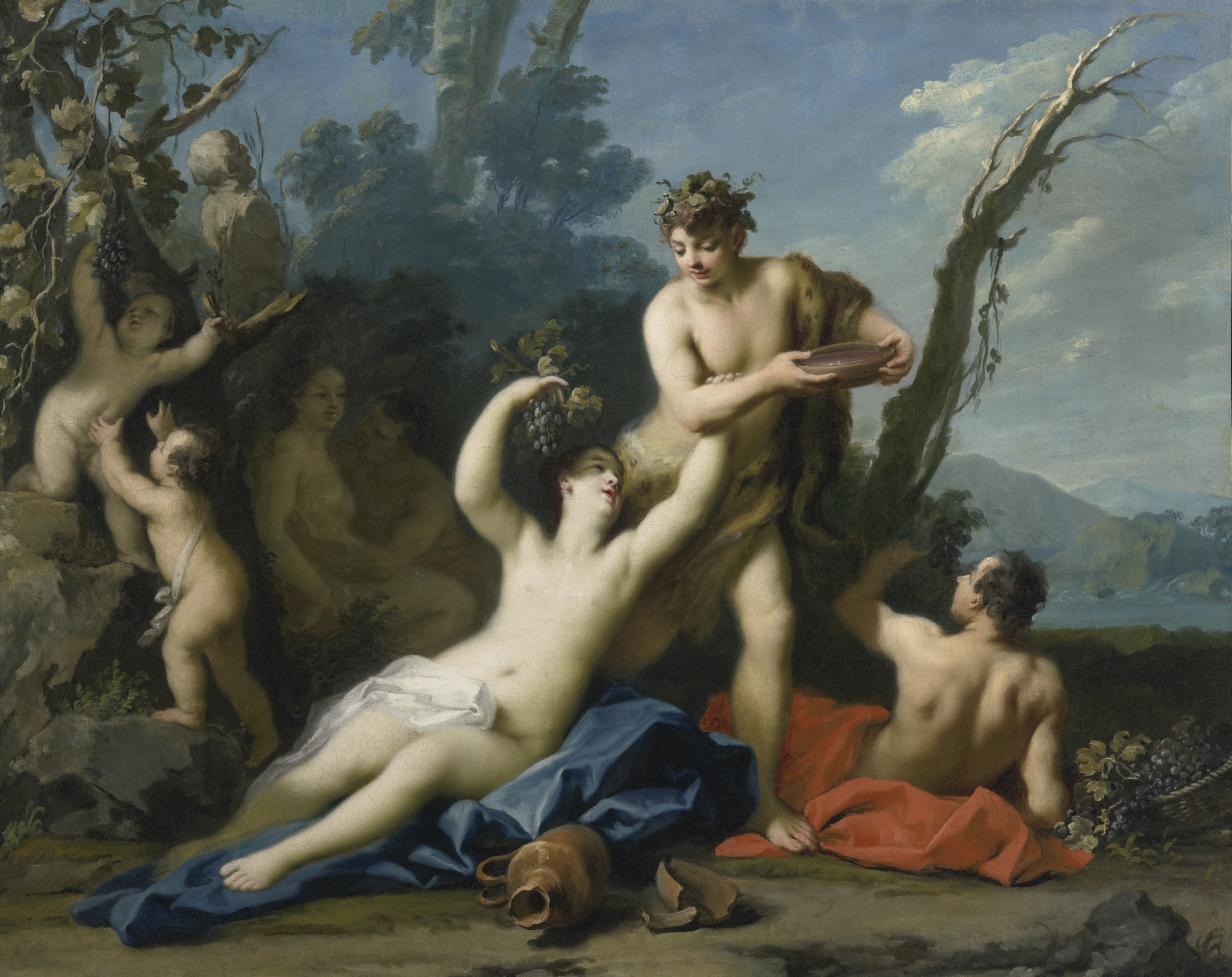
Bacchus und Ariadne, 1730er Jahre, Öl auf Leinwand, 104,1 × 129,0 cm, Privatsammlung (?)

1739 kehrte Amigoni mit seiner Frau und mit Joseph Wagner nach Venedig zurück, wo nun Giambattista Tiepolo der führende Künstler war und es auch sonst reichlich Konkurrenz gab.
Aus den Jahren bis 1747 sind einige Altarbilder Amigonis für venezianische Kirchen erwähnenswert, wie die Heimsuchung Mariä und ein Hl. Franz von Sales für Santa Maria della Fava (oder „della Consolazione“). Für die kleine Sakristei von Santa Maria della Salute malte er eine Verklärung des Hl. Girolamo Miani.
Daneben arbeitete er während dieser Zeit für das Haus Savoyen und für den aus Berlin stammenden, in Venedig lebenden Kaufmann Sigismund Streit, von dem Amigoni ein Porträt malte, das sich heute in der Gemäldegalerie Berlin befindet, ebenso wie vier Bilder über alttestamentarische Themen aus Streits ehemaliger Sammlung: Susanna und die beiden Alten, Bathseba im Bade, Abraham opfert Isaak sowie Lot und seine Töchter.
Amigoni reiste auch nach Neapel und in die Abtei Montecassino, für die er zwei Gemälde über Karl den Großen malte, die aber durch die Bombardierungen des 2. Weltkriegs zerstört wurden.
Weitere Werke dieser venezianischen Zeit sind Amigonis Martyrium der hl. Tekla in der Kathedrale von Este (um 1745) und ein Urteil des Paris in der Villa Pisani bei Stra.
Er hatte auch einige Schüler, von denen Michelangelo Morlaiter (1729–1806), Pietro Antonio Novelli (1729–1804), Antonio Zucchi und Charles-Joseph Flipart die bekanntesten sind. Amigoni soll außerdem Zuccarelli (1742) und Canaletto (1746) zu deren Englandreisen ermutigt haben.

### Madrid 1747–1752

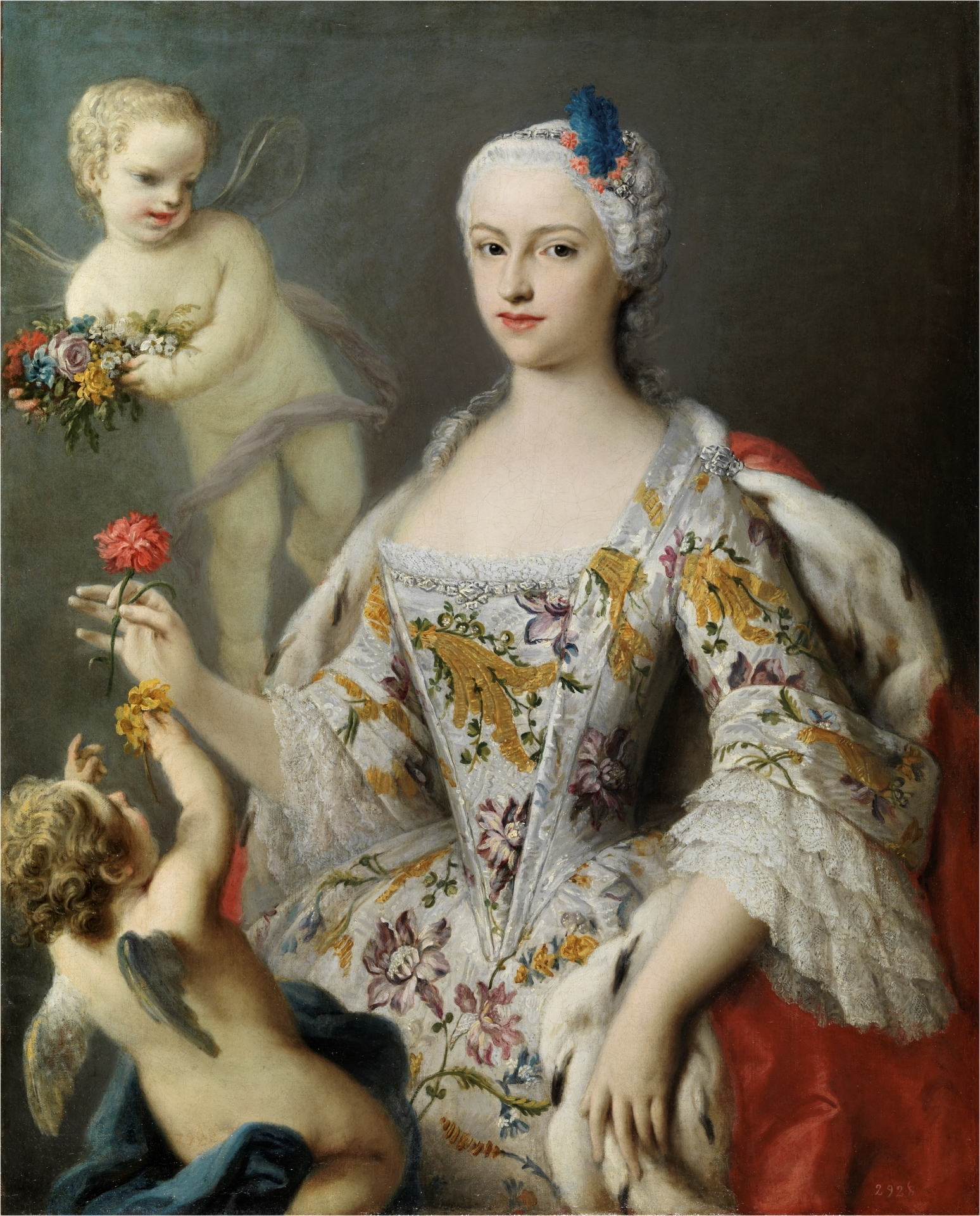
Infantin María Antonia Fernanda, Tochter Philipps V., mit Cupido, um 1750, Öl auf Leinwand, 103 × 84 cm, Prado, Madrid

Amigoni selber folgte zusammen mit seiner Frau und seinen beiden Töchtern 1747 einem Ruf König Ferdinands VI. nach Spanien. Fünf Jahre vor seinem Tod wurde er zum spanischen Hofmaler am Königshof in Madrid ernannt, wo er in den letzten fünf Jahren seines Lebens die königlichen Schlösser von Aranjuez und La Granja ausschmückte. Neben mythologischen Werken und Porträts schuf Amigoni außerdem Vorlagen für die Gobelinmanufaktur und wurde zum ersten Direktor der neu gegründeten Academia Real de San Fernando ernannt. Amigoni porträtierte zahlreiche Mitglieder der spanischen Königsfamilie und der dortigen Aristokratie.
In Madrid kam es auch zu einem Wiedersehen mit Farinelli, der dort seit 1737 in königlichen Diensten stand und unter Ferdinand VI. Operndirektor und ein persönlicher Vertrauter der Königin Maria Barbara de Bragança war. So entstanden denn auch in Madrid einige Porträts Farinellis, von denen das berühmteste und interessanteste ein Gruppenbildnis von Farinelli mit seinen Freunden (heute: National Gallery of Victoria, Melbourne) ist, auf dem Amigoni auch sich selbst, den Librettisten Metastasio (ein Brieffreund des Sängers) und Farinellis Freundin, die Sopranistin Teresa Castellini, verewigte (siehe unten in Galerie).
Als Amigonis spanisches Hauptwerk gilt ein großes allegorisches Deckengemälde, das er zwischen 1748 und 1750 im sogenannten Comedor de Gala im Palast von Aranjuez malte, wahrscheinlich mit Unterstützung des oben erwähnten Charles-Joseph Flipart, der auch einige Tondi Amigonis nach dessen Tode fertigstellte.
Laut Longhi starb Jacopo Amigoni 1752 in Madrid als ein reicher und von allen geehrter Mann.

## Stil und Würdigung
Jacopo Amigoni war ein zu seiner Zeit nicht nur berühmter und angesehener, sondern auch einflussreicher Maler. Das gilt besonders für seine vor 1730 in Deutschland gemalten Werke und seine Fresken, mit denen er einen erheblichen Einfluss auf die Entwicklung des süddeutschen Rokoko nahm, unter anderem auf Maler wie Johann Baptist Zimmermann, Franz Joseph Spiegler und Franz Anton Erler. Holler nennt Amigoni den „einflussreichsten venezianischen Maler in Deutschland“ („the most influential Venetian painter in Germany“).
Amigonis Stil entwickelte sich von seinen Anfängen in einem noch spätbarocken Idiom, mit einer farblich etwas satteren, leuchtenden Palette hin zu einem leichten Rokoko, mit dezenteren, delikaten, tendenziell kühleren Tönen. Seine Pinselführung ist flüssig, leicht, weich und locker. Seine Malerei basierte in erster Linie auf venezianischen Vorbildern, besonders der Einfluss von Antonio Bellucci ist allein in der Art, die Figuren zu modellieren, klar zu erkennen. In Venedig lernte er natürlich auch von Werken anderer Barockmaler, wie Antonio Balestra, Antonio Zanchi, Johann Carl Loth, Nicolò Bambini oder Giovanni Antonio Fumiani. Der Einfluss neapolitanischer Künstler, der oft, aber in erster Linie wohl wegen Amigonis Geburtsort, angeführt wird, ist dagegen eher fraglich und aus dem Werk selber kaum herzuleiten, wenn man davon absieht, dass beispielsweise der ebenfalls oft als Vorbild genannte Luca Giordano auch einige bedeutende Werke in Venedig hinterließ (in Santa Maria della Salute).

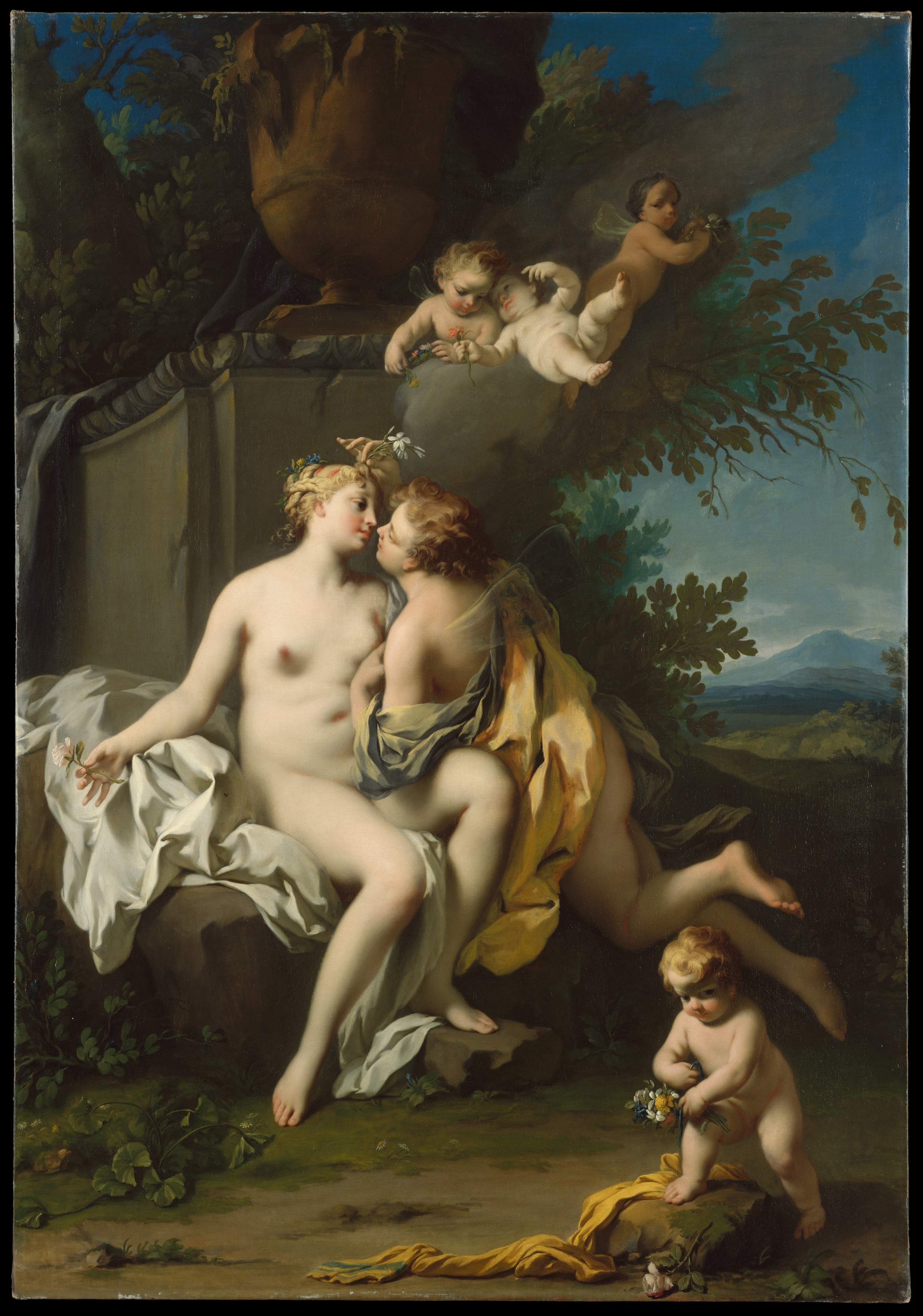
Flora und Zephyr, 1730er Jahre, Öl auf Leinwand, 213,4 cm × 147,3 cm, Metropolitan Museum, New York

Bei aller Entwicklung gründet Amigonis Stil in einem barocken Klassizismus, wie er im 17. und 18. Jahrhundert besonders von der Bologneser Schule gepflegt wurde, u. a. von Marcantonio Franceschini. Diese Komponente wurde jedoch von Amigoni nicht akademisch kühl, sondern auf eine persönliche, liebenswürdige und leichte Weise interpretiert. Seine längere Abwesenheit von Venedig führte bald zu einem eigenen geradezu unverwechselbaren Idiom, wobei er sich spätestens ab 1720 deutlich in Richtung eines heiteren, legeren Rokoko voller Anmut und Grazie bewegte. Dabei dürfte er bis zu einem gewissen Grade Anregungen durch Sebastiano Ricci und Giovanni Antonio Pellegrini aufgenommen haben, von denen er auch in Deutschland oder England einige Werke sehen konnte.
Typisch für Amigoni ist eine „dunstige“ Weichheit in der Farbgebung, die etwas an die Pastellmalerei der Rosalba Carriera erinnert, und sich auch und ganz besonders in der Modellierung der Körper äußert. In seinen Akten sind die Figuren dabei (nach klassischem Vorbild) stark idealisiert, die Körper sehr glatt modelliert, mit auffällig weichen Umrissen. Bei genauerer Betrachtung sind besonders die nackten Partien der Körper – auch Arme und Decolletés in Porträts – nicht immer klar und zeichnerisch abgegrenzt, sondern scheinen mit der Umgebung beinahe zu verschmelzen und zu leuchten. Das gilt besonders für weibliche Figuren. Auch Gesichter sind vor allem in seiner Historienmalerei eher vage angedeutet als ausgeformt; besonders deutlich ist dies in den Fresken – während dies für seine Porträts natürlicherweise nicht gilt, da hier eine klarere Charakterisierung gefragt war. Es wurde bereits oben erwähnt, dass er in seiner Porträtmalerei auch englische, flämische und französische Einflüsse verarbeitete. Besonders inspirierte es ihn offenbar, wenn er in seinen Bildnissen die Realität mit der spirituellen Welt mythologischer oder allegorischer Wesen verbinden konnte, wie im Porträt Farinellis mit der Muse der Musik (1735, Abb. oben) oder den Bildnissen der Caroline von Brandenburg-Ansbach (1735–1736, Abb. in Galerie) und der Infantin María Antonia Fernanda mit Cupido (um 1750, Abb. oben).
In seinen Fresken lässt er die Figuren spätestens ab Schleißheim weniger in barockem Pathos und dramatisch agieren, sondern arrangiert die Figuren in einer lockeren und entspannten Weise; er macht dabei in den Deckenfresken weniger von optischen Verkürzungen und raffinierten perspektivischen Tricks Gebrauch als im Barock oft üblich war. Der Effekt ist – wie auch in seinen anderen Werken – eine „entspannte Eleganz, die das französische Rokoko vorwegnimmt“ („the relaxed elegance anticipates the French Rococo“).
In seinen späten Werken, nach seiner Rückkehr nach Italien im Jahr 1739, macht sich (wie bei anderen italienischen Zeitgenossen auch) bereits eine leicht klassizistische Tendenz in schlichteren Figuren-Kompositionen und einem oft helleren und kühleren Kolorit bemerkbar; dabei bleibt Amigonis Malerei immer „weicher und zurückhaltender“ als die von Tiepolo, auch wenn er sich hier und da etwas von seinem erfolgreichen jüngeren Kollegen inspirieren ließ.
Amigonis Stil wurde im Neuen allgemeinen Künstler-Lexicon … 1835 von Georg Kaspar Nagler wie folgt charakterisiert:

„Er ist eigentümlich in sanften oft unbestimmten Umrissen und einem mitunter gelbem Tone. Sein besserer Styl ist nach Lanzi derjenige, den er sich in Flandern durch das Studium jener Meister aneignete. Dort lernte er die Kunst, mit Schatten bis zum einfachen Schwarz zu gelangen, und damit, ohne der Lieblichkeit Eintrag zu thun, vollkommene Durchsichtigkeit und Klarheit zu erreichen.“

## Bildergalerie

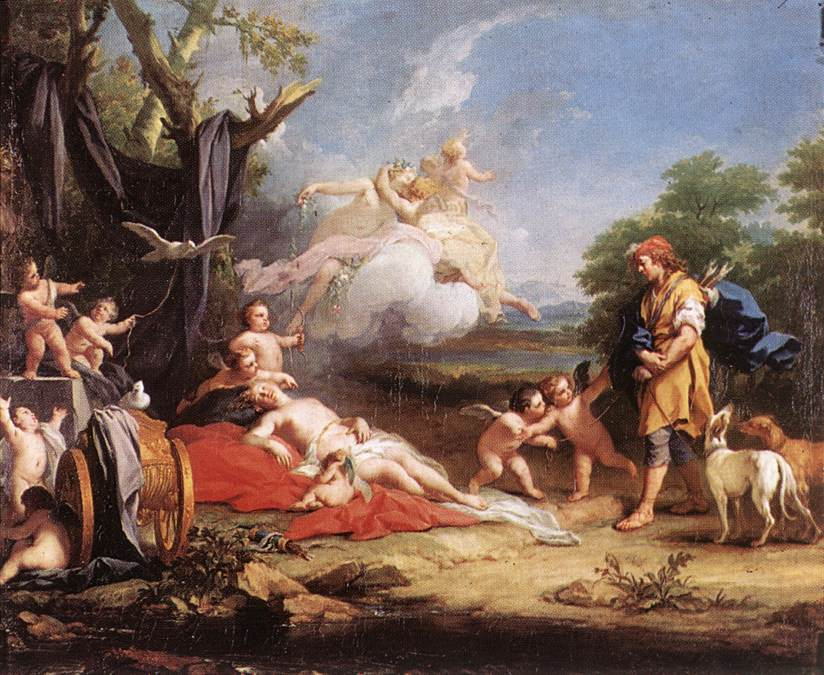
Venus und Adonis, Öl auf Leinwand, 144,2 × 173,5 cm, Alte Pinakothek, München
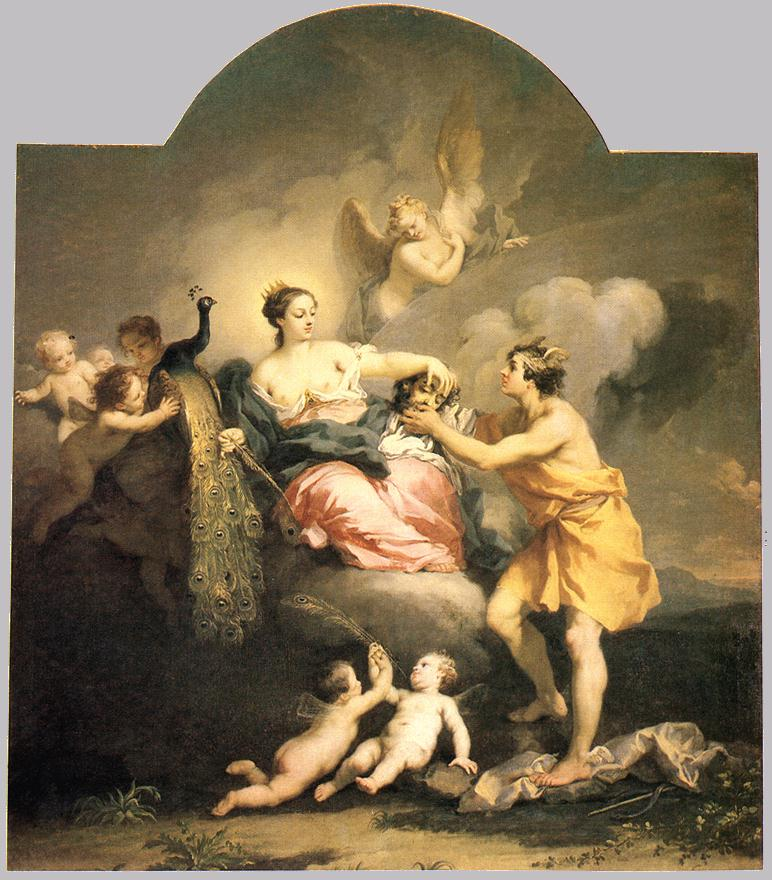
Juno erhält das Haupt des Argus, 1732, Öl auf Leinwand, Höhe: 108 cm, Moor Park (Hertfordshire)
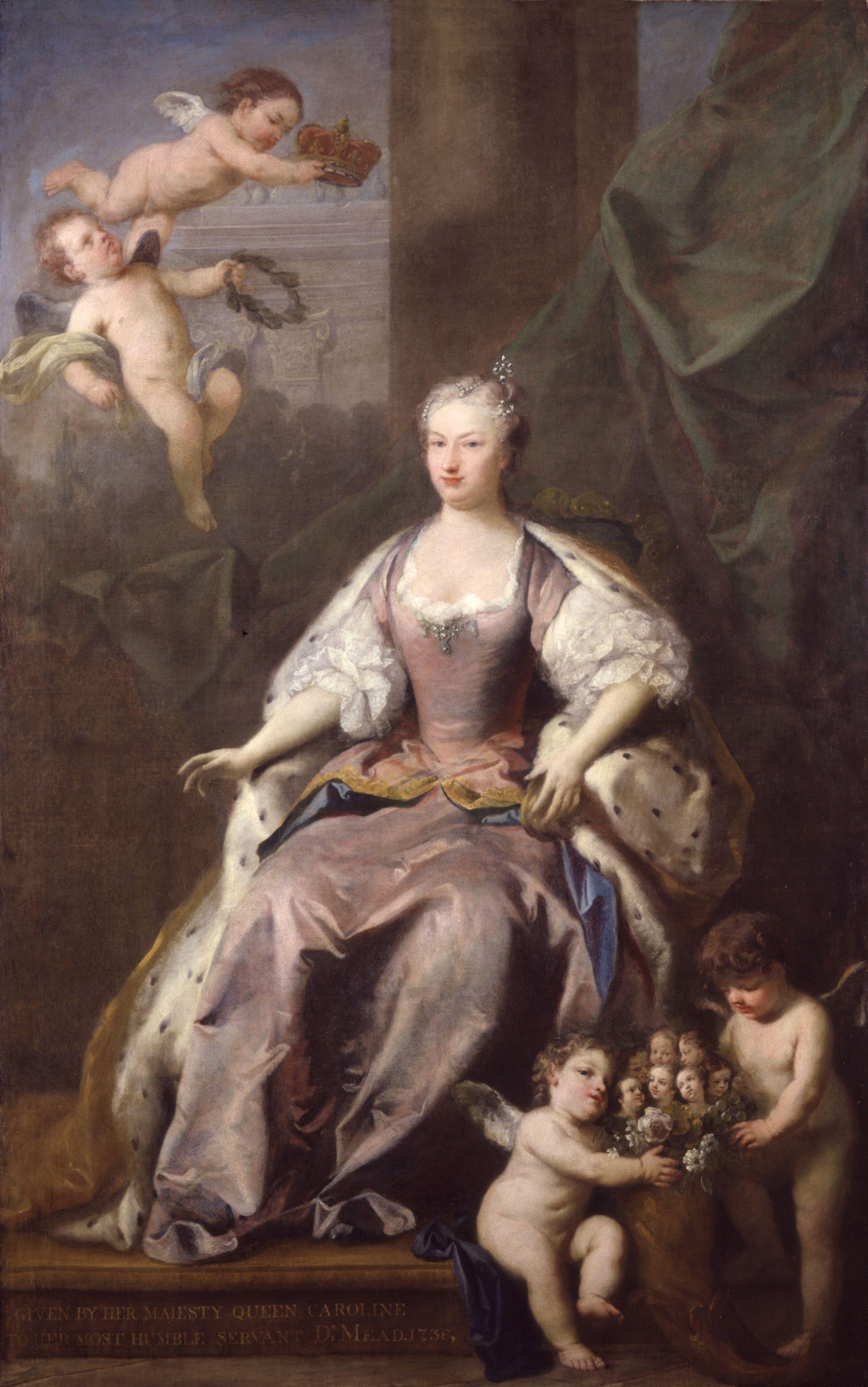
Caroline von Brandenburg-Ansbach, Königin von England, 1735–1736, Öl auf Leinwand, 243,9 × 152,4 cm, National Portrait Gallery, London
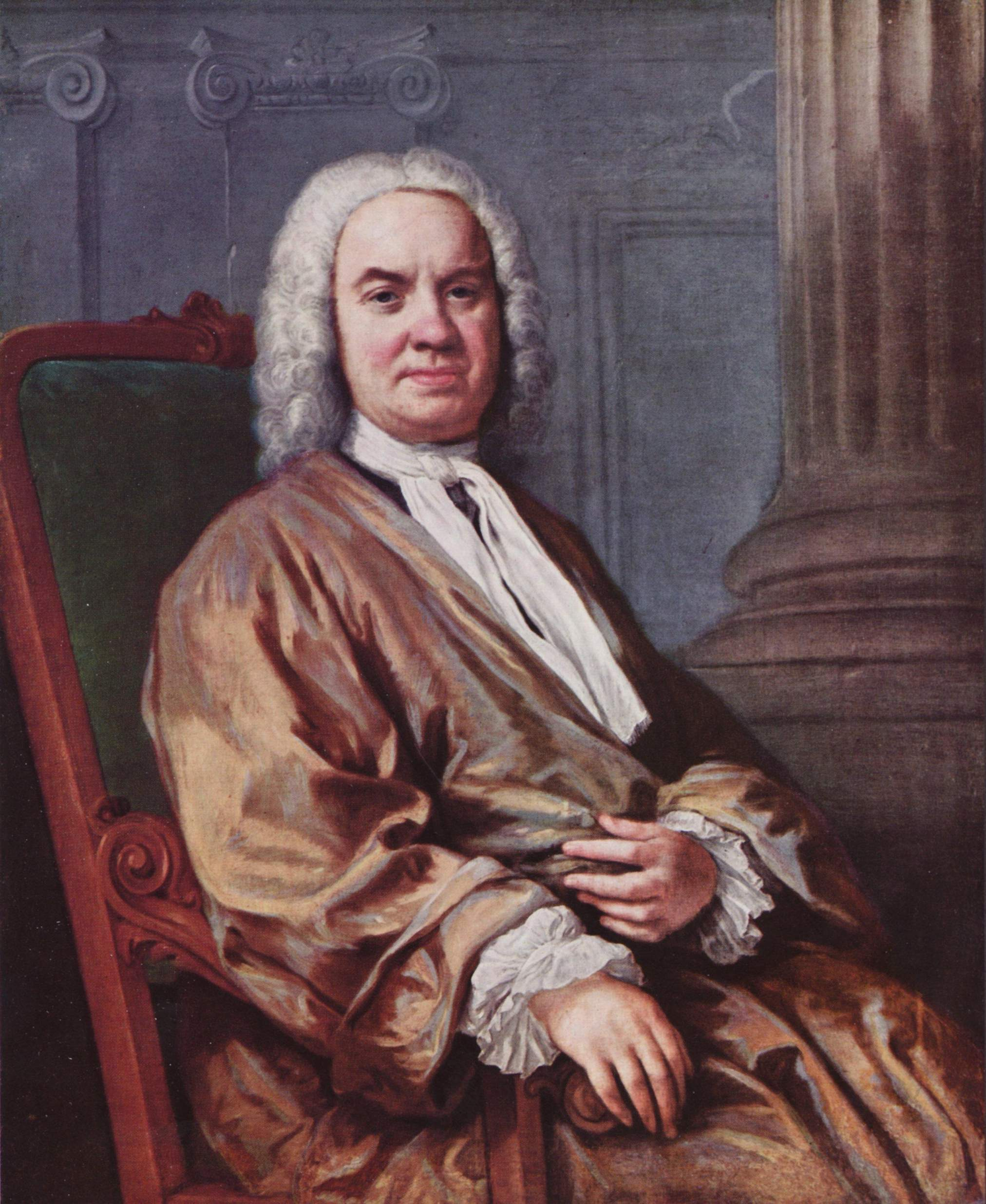
Porträt des Sigismund Streit (Mäzen von Amigoni), 1739, Öl auf Leinwand, 97 × 79 cm, Gemäldegalerie, Berlin
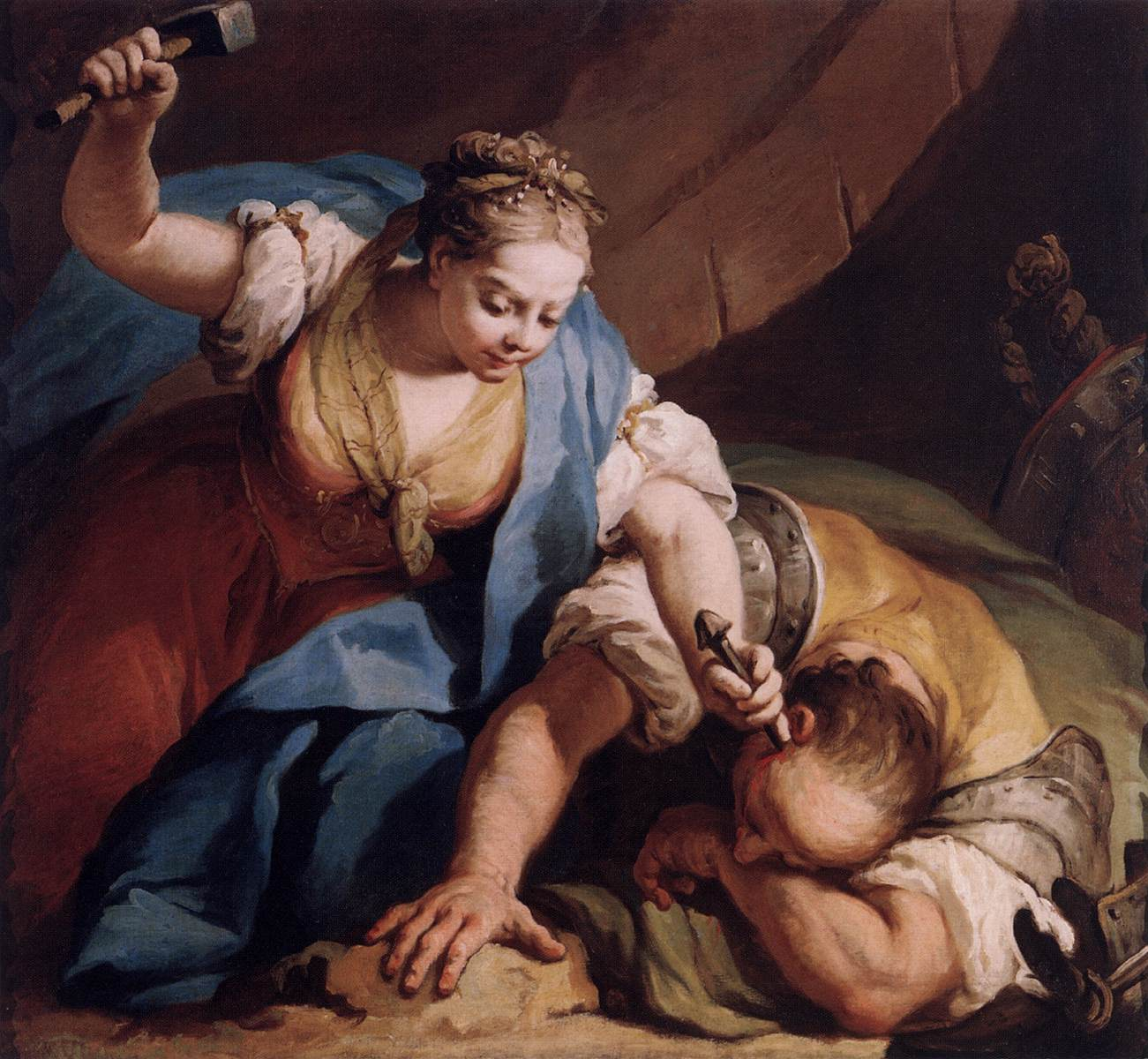
Jael und Sisera, ca. 1739, Öl auf Leinwand, Museo del settecento veneziano (Ca’ Rezzonico), Venedig
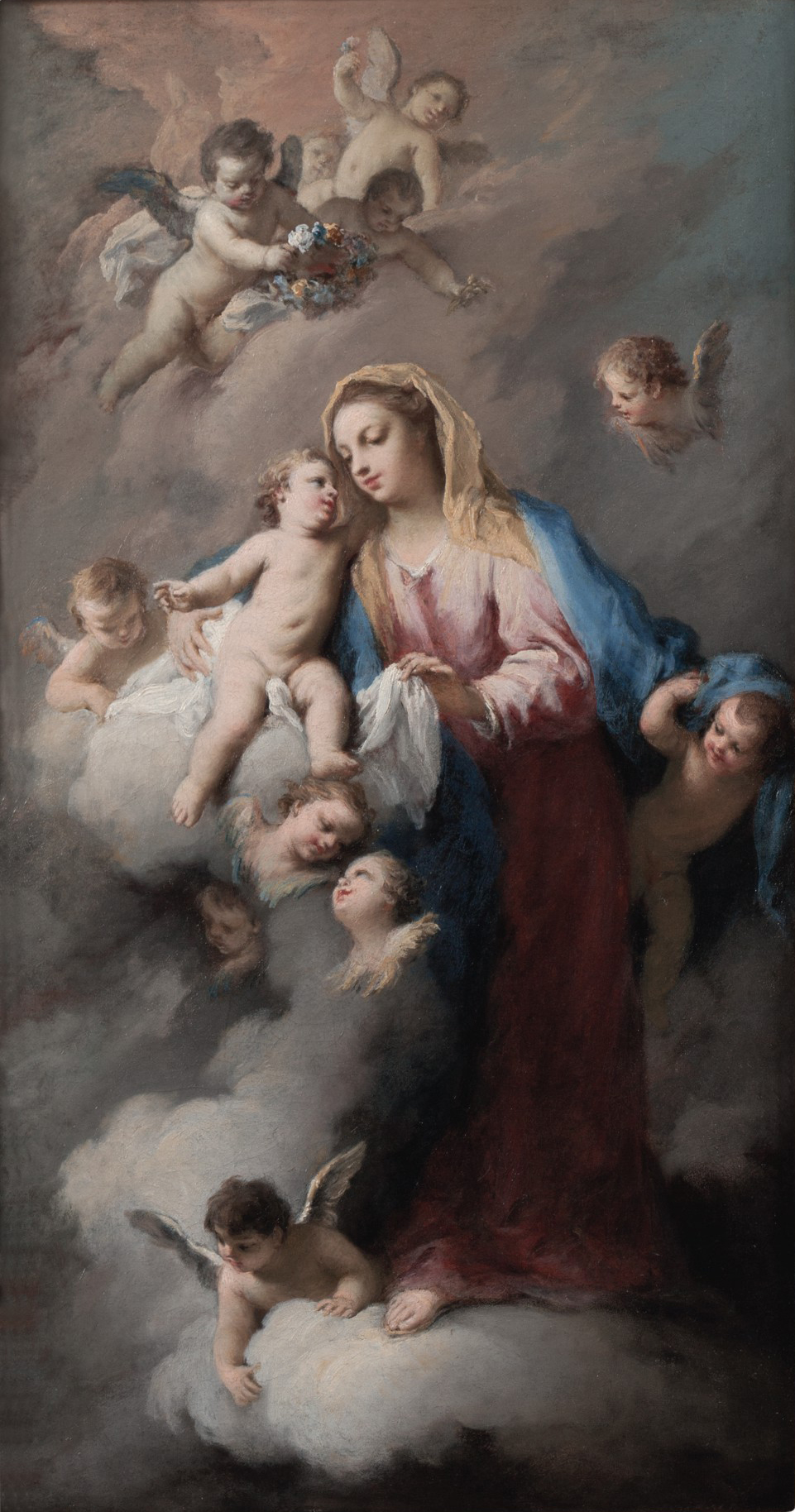
Madonna und Kind mit Engeln (evtl. modello für ein größeres Bild), um 1740, Öl auf Leinwand, 59,0 × 31,7 cm, Privatsammlung
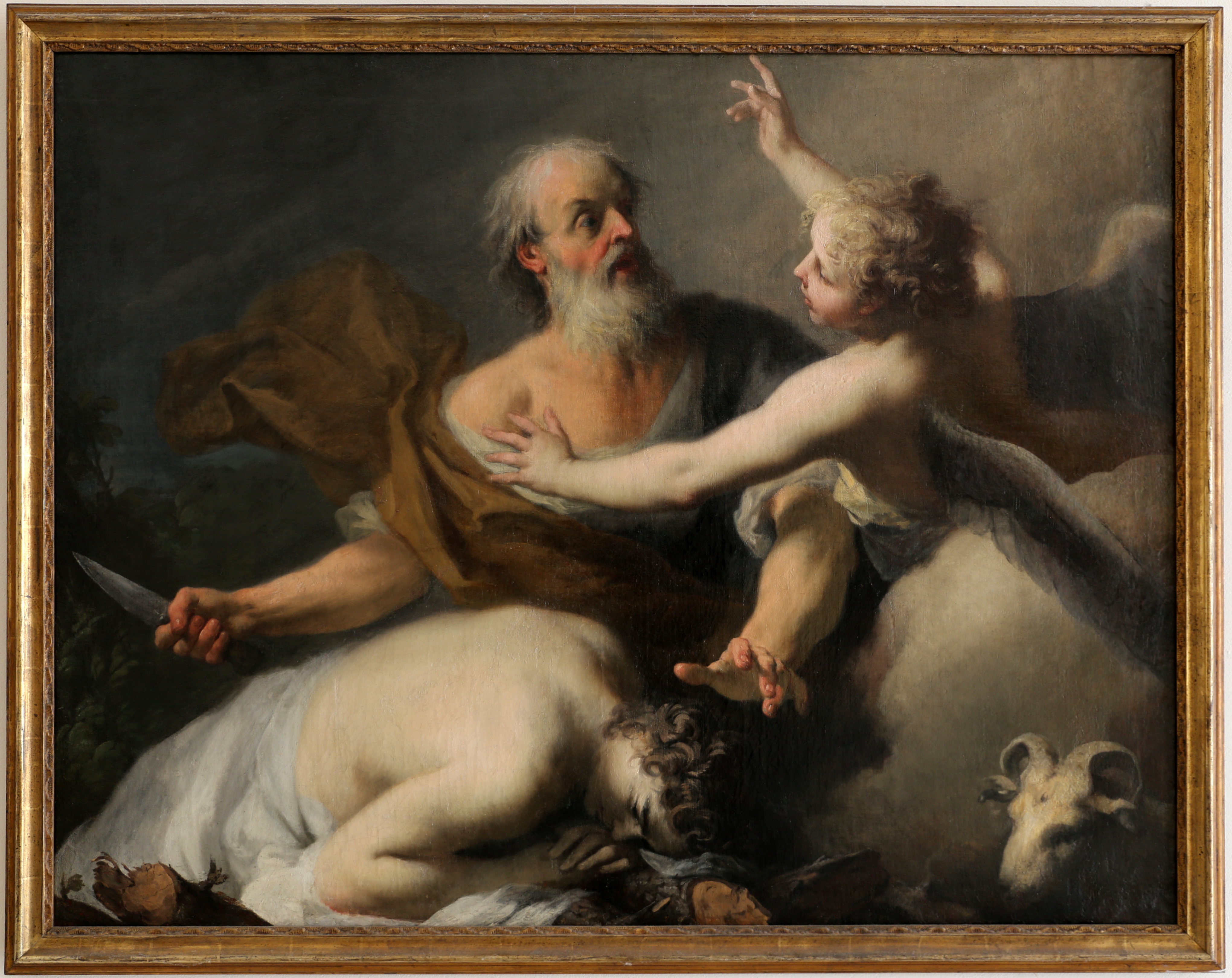
Abraham opfert Isaak (gemalt für Sigismund Streit), um 1740–1745, Öl auf Leinwand, Gemäldegalerie, Berlin
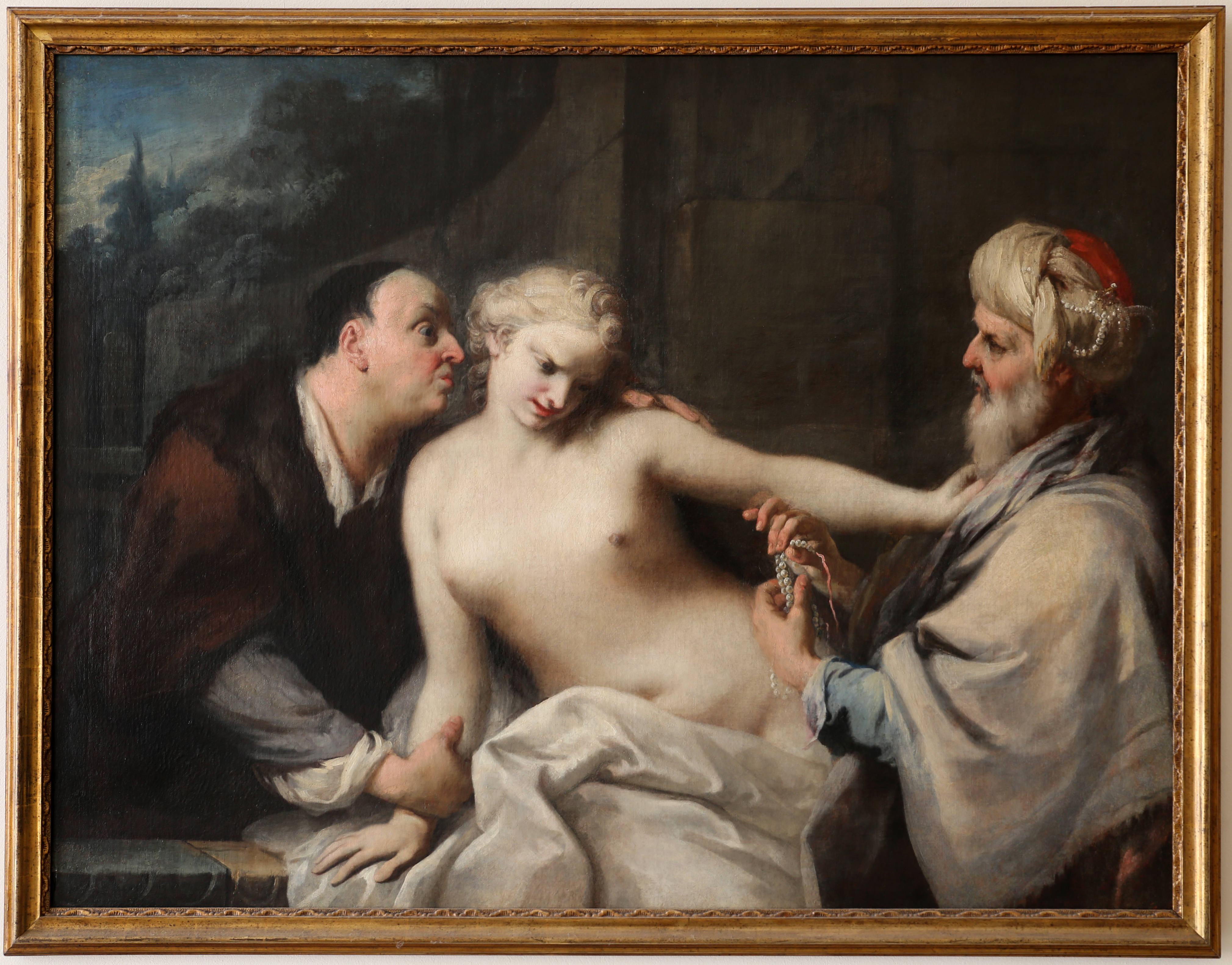
Susanna und die beiden Alten (gemalt für Sigismund Streit), um 1740–1745, Öl auf Leinwand, Gemäldegalerie, Berlin
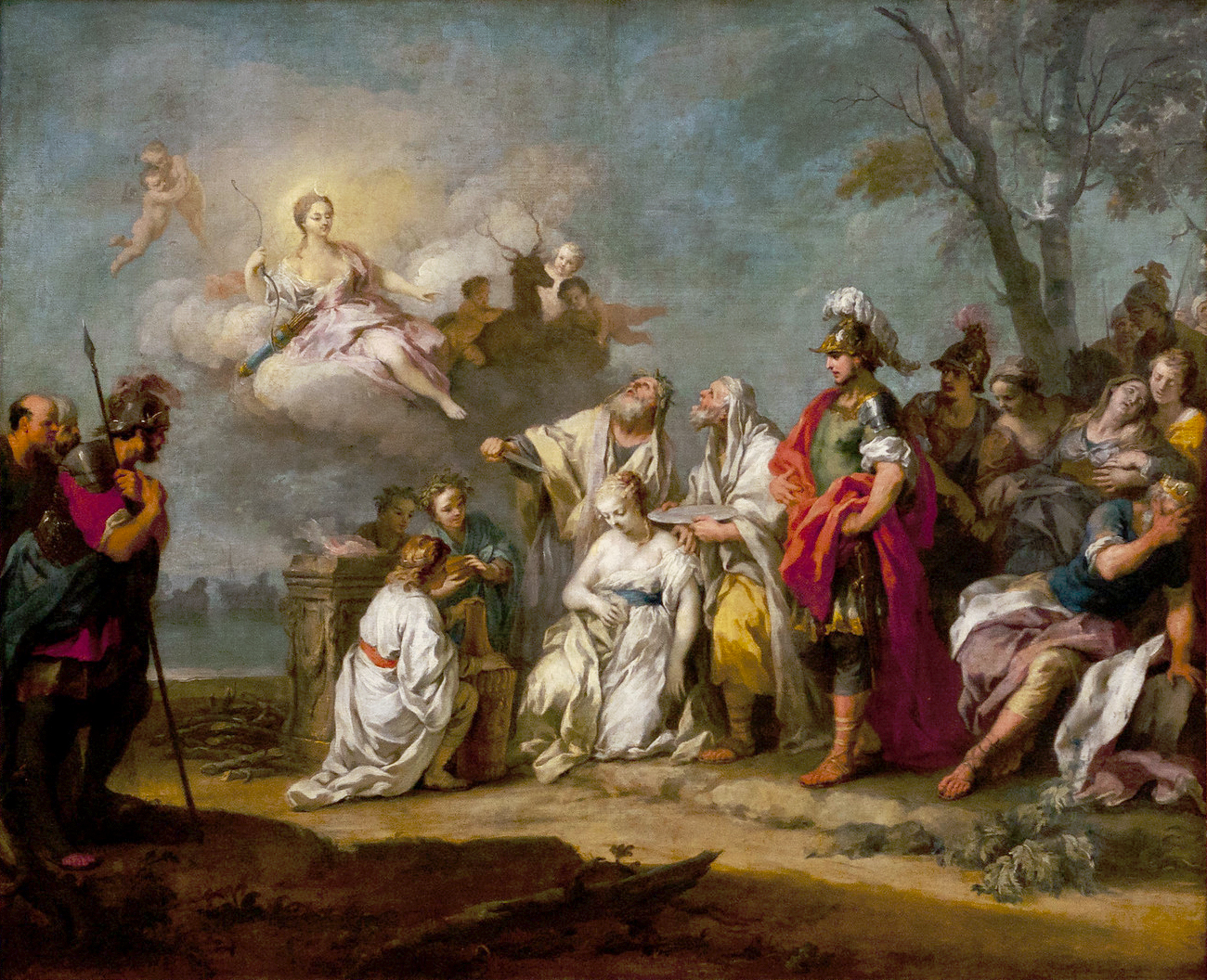
Das Opfer der Iphigenie, um 1740, Öl auf Leinwand, 150,5 × 183,0 cm, Musée des Beaux-Arts, Brest
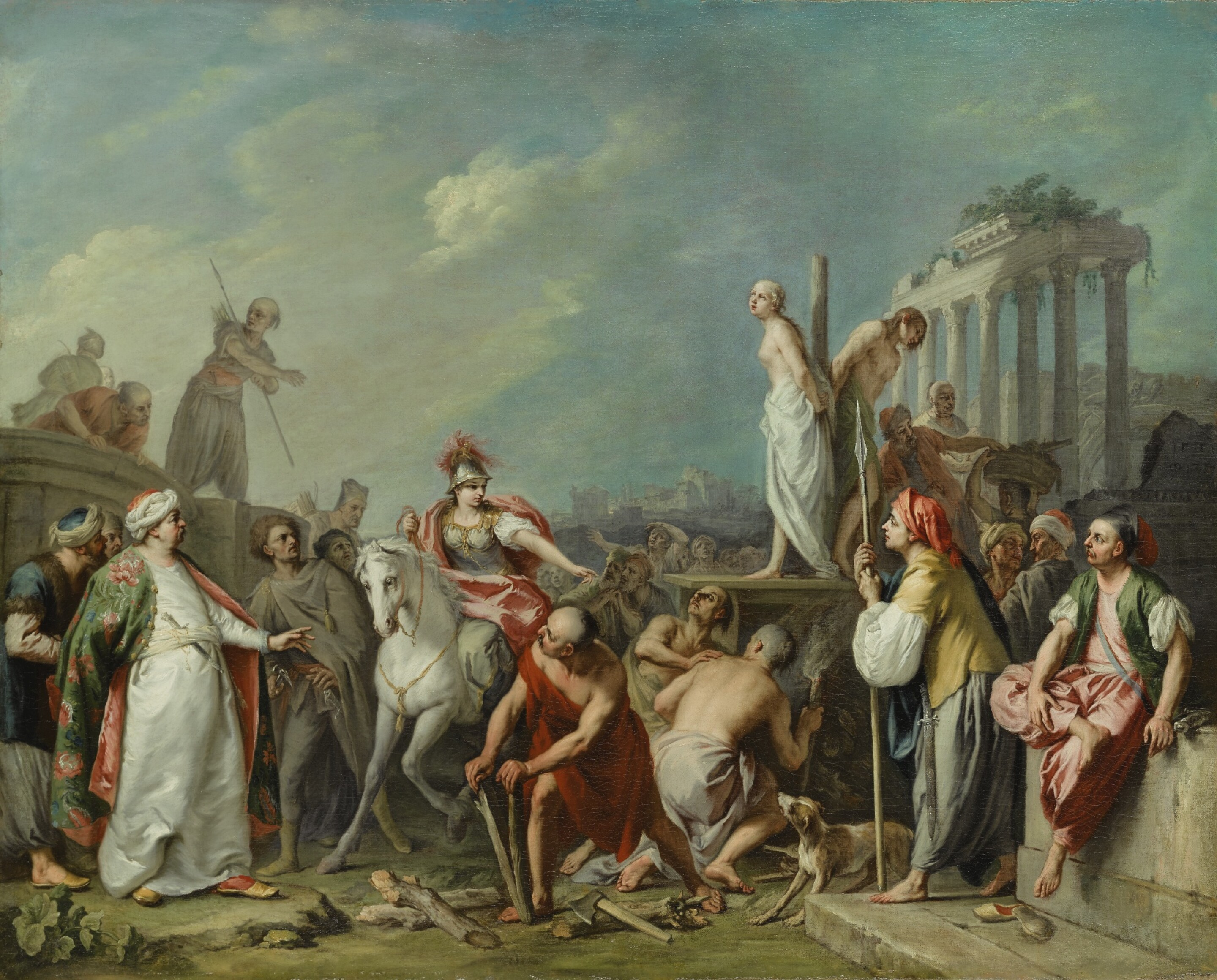
Clorinda rettet Olindo und Sophronia, 125,7 × 156,2 cm, Privatsammlung (?)
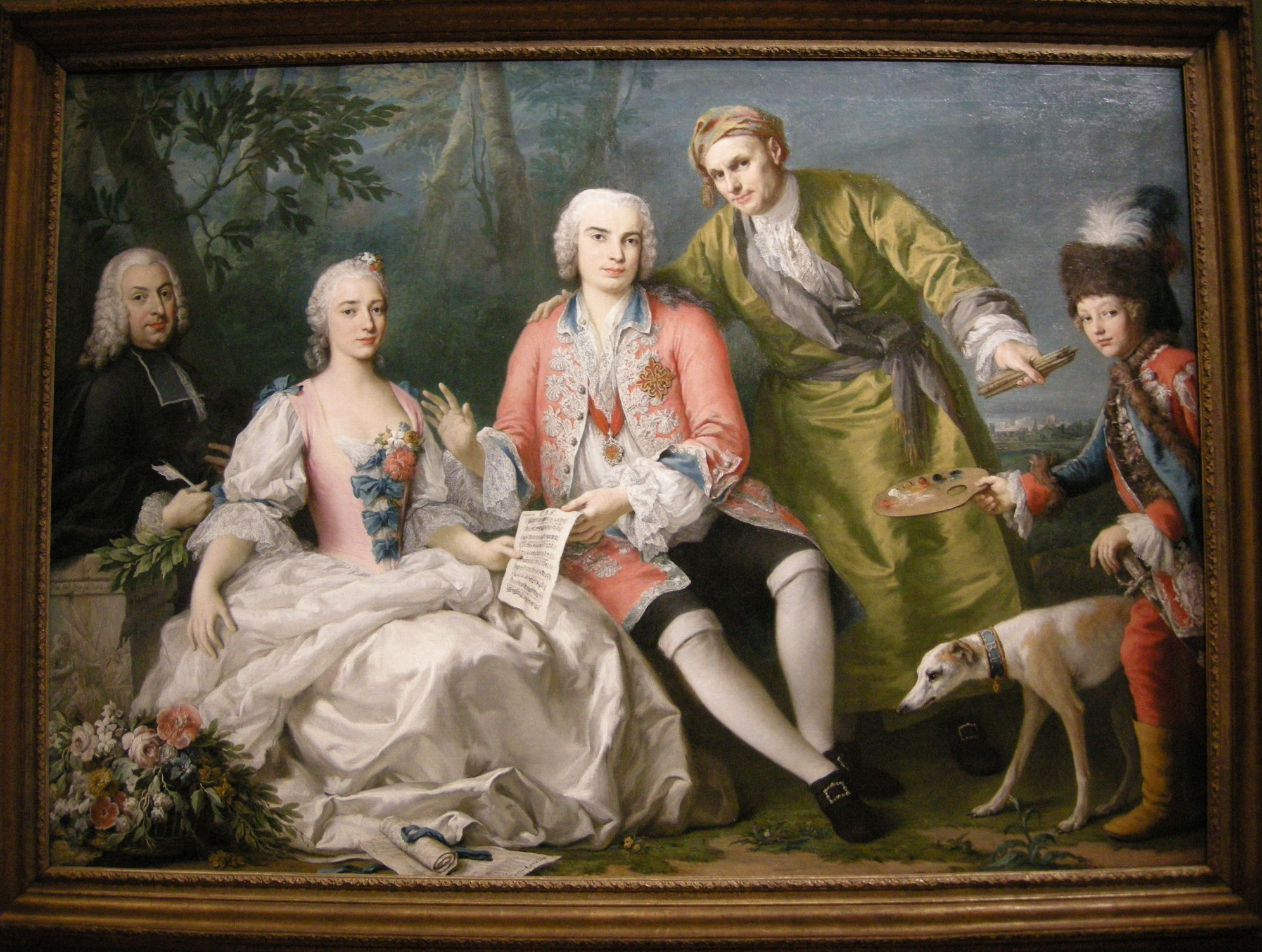
Farinelli mit seinen Freunden (mit Selbstporträt von Amigoni, stehend in Grün), 1750–1752, Öl auf Leinwand, 172,8 × 245,1 cm, National Gallery of Victoria, Melbourne
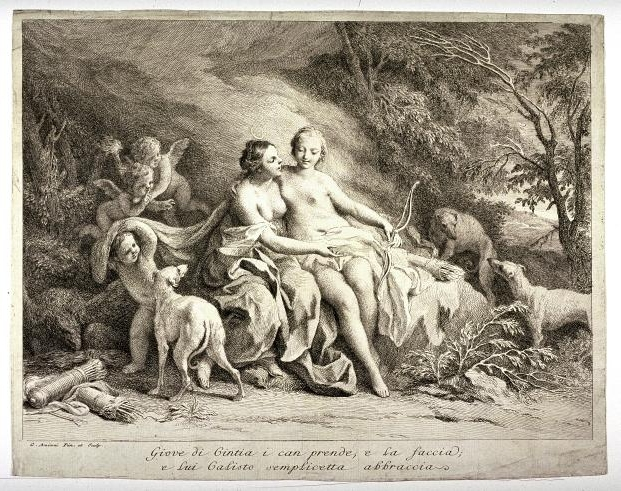
Jupiter und Kallisto

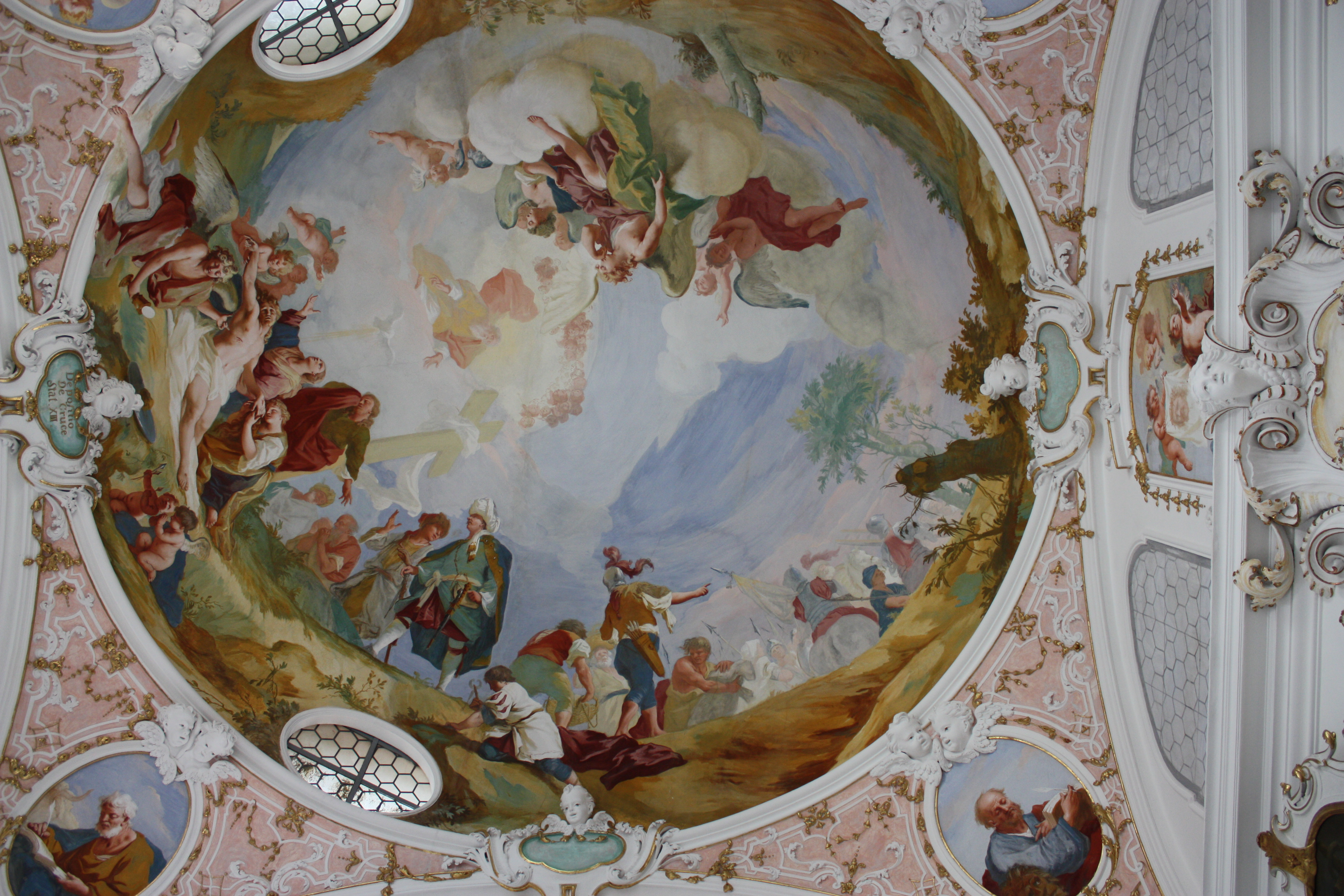
Deckenfresko mit Amigonis Beweinung Jesu, Medaillons mit Evangelisten und Schweißtuch der hl. Veronika (an der Wand rechts), 1725, in der Abtkapelle von Kloster Ottobeuren

## Werkliste (Auswahl)
Die Liste folgt den im Text angegebenen Quellen, eine ausführlichere (aber nicht immer mit Datum) findet man im Allgemeinen Künstler Lexikon (Saur).
- Die Heiligen Andreas und Katharina, um 1710, Kirche San Stae, Venedig
- Altarbild Christus der Auferstandene erscheint seiner Mutter, 1715, Kirche der Abtei Frauenwörth, Frauenchiemsee
- Predigt Johannes des Täufers, ca. 1715–1719, Würzburger Dom
- Die Hl. Familie, Neue Residenz, Bamberg
- Der heilige Maximilian von Celeia, kath. Pfarrkirche Mater dolorosa, Sulzbürg
- Martyrium der hl. Ursula, Kirche Sankt Ursula, Augsburg
- Apoll und Midas, Die Nymphe Kallipso mit einem Satyr und mehrere Supraporten, Residenz, München

- Die vier Elemente, Supraporten, 1717, Schloß Nymphenburg, München
- Deckenfresko Allegorie des Tages, 1719, Badenburg im Park von Schloss Nymphenburg
- Dekorationen (Freskenzyklus Leben des Aeneas) in Schloss Schleißheim, 1719–1725, darunter:
  - Zweikampf des Turnus mit Aeneas, Deckengemälde im Großen Saal
  - Dido empfängt Aeneas am Meeres-Ufer, Deckengemälde im Viktoriensaal
- Dekorationen in der Benediktinerabtei Ottobeuren:
  - Herkules und Selene, Deckenfresko im Vorsaal zur Stiftsbibliothek, 1719,
  - Die Kreuzerhöhung, Deckenfresko in der Vorkapelle des Abtes, 1725,
  - Fresken in der Abtkapelle (u. a. Beweinung Jesu[31] und vier Evangelisten), 1725–1726,
  - Fresken und Ölgemälde in der Kapelle des hl. Benedikt, 1725 und 1728,
  - Dekor im Vestibül zur Kapelle des hl. Benedikt, 1728
  - Tugenden, Allegorien der Gerechtigkeit, Landschaften, in den Amigonizimmern des Klosters, 1728.
- Hauptaltarblatt Die hl. Anastasia als Fürbitterin für Kranke und Maria Immaculata, um 1725, in der Anastasiakapelle zu Benediktbeuern.[32][33]
- Altar des St. Blasius und der Kindermord, Frauenkirche, München
- Stammbaum des hl. Bruno in der ehemaligen Karthause Priel bei Regensburg
- Gemälde in der Alten Pinakothek, München (bzw. Bayerische Staatsgemäldesammlungen):
  - Bildnis der Emanuela Theresa de Corde Jesu (Prinzessin Maria Anna als Nonne), um 1719,
  - Madonna mit Kind,
  - Madonna mit Kind und dem Johannesknaben,
  - Bildnis des Abtes Magnus Pachinger von Benediktbeuren, um 1725,
  - Anbetung der Könige,
  - Venus und Adonis.

- Peter I. der Große mit der allegorischen Figur des Ruhmes, Eremitage, Sankt Petersburg
- Raub der Europa, um 1729 (?), National Trust (Osterley Park and House), London
- Juno erhält das Haupt des Argus, um 1732, Moor Park, Hertfordshire
- Jupiter und Io (4 Ölgemälde), um 1730–1735, Moor Park, Hertfordshire
- Merkur tötet Argus, 1730er, Tate Gallery, London
- Werke in Kensington Palace, London:
  - Ninus, Gründer von Ninive, zeigt das Bild seines Vaters,
  - Königin Tomyris tötet Cyrus,
  - Vermählung Alexander d. Gr. mit Stateira, der Tochter des Darius,
  - Augustus bringt dem röm. Imperium den Frieden,
  - Dekorationen einer Uhr.

- Zephyr und Flora, 1730er, Metropolitan Museum of Art, New York
- 2 Gemälde (als Gegenstücke): Bacchus und Ariadne sowie Venus und Adonis, 1730er Jahre, Öl auf Leinwand, beide: 104,1 × 129 cm, Privatsammlung (?)[34]
- Jupiter und Callisto, 1730er, Eremitage, Sankt Petersburg (auch als Kupferstich)
- Carlo Broschi gen. Farinelli gekrönt von der Muse der Musik, 1734/35, Öl auf Leinwand, 277 × 186 cm, Muzeul Național de Artă al României, Bukarest
- Porträt der Caroline von Brandenburg-Ansbach, Königin von England, 1735–1736, National Portrait Gallery, London
- Porträt des Frederick, Prince of Wales, 1735–1736, Royal Collection

- Bilder in der Gemäldegalerie, Berlin:
  - Bildnis des Kaufmanns Sigismund Streit, 1739,
  - 4 Bilder aus der Sammlung von Sigismund Streit: Susanna und die beiden Alten, Bathseba im Bade, Abraham opfert Isaak, Lot und seine Töchter, alle um 1739–1747,
  - Bildnis einer Dame als Diana,
  - Salomos Götzendienst,
  - Jakob und Rebecca am Brunnen,
  - Auffindung des Moses,
  - Die Jugend des Bacchus.

- 2 Altarbilder: Heimsuchung Mariae und Madonna mit Kind und dem hl. Franz von Sales, um 1740–1747, Santa Maria della Fava, Venedig
- Martyrium der hl. Tecla (Öl auf Leinwand im Gewölbe), 1745, Dom von Este (Padua)
- Gemälde in der Accademia, Venedig:
  - Diana und Aktaeon,
  - Begegnung von Anzia und Abrocome beim Fest der Diana,
  - Salomos Götzendienst,
  - Esther und Ahasver.
- 2 Bilder: Judith und Holofernes sowie Jahel und Sisera, Museo del Settecento Veneziano (Museo Correr), Venedig
- Das Urteil des Paris, um 1745, Villa Pisani, Stra

- Dekorationen im Palacio Real, Aranjuez:
  - Allegorie der Tugenden der Spanischen Monarchie, Allegorie der Wahrheit und der Zeit, Die 4 Weltteile, Deckenfresken im Comedor de Gala, 1748–1750 (wahrscheinlich zusammen mit Flipart)
  - Gerechtigkeit und Tapferkeit, Deckenfresko im Dormitorio del Rey, ca. 1748–1752
- 2 Gemälde: Schwur des Hannibal und Karl III. als Knabe bricht nach Neapel auf (letzteres signiert: „G. Amiconi“), Palacio Real de La Granja, um 1747–1752
- Bildnis der Infantin Maria Teresa Antonia mit Cupido, um 1747–1752, Prado, Madrid
- Bildnis des Marchese de la Ensenada, um 1747–1752, Prado, Madrid
- Das Schweißtuch der Veronika, signiert, um 1747–1752, Prado, Madrid
- heilige Familie im Oratorio in der Kirche San Salvador zu Madrid
- Maria Immaculata, ca. 1747–1752, Museo Civico Palazzo Ricchier, Pordenone
- Carlo Broschi gen. Farinelli, 1750/52, Öl auf Leinwand, Staatsgalerie Stuttgart
- Farinelli und seine Freunde (mit Selbstbildnis von Amigoni), 1750/51, Öl auf Leinwand, Melbourne, National Gallery of Victoria

## Auktionen
- 1826 in Nürnberg: Ein Mann mit einem Knaben m. Trommel, von Amiconi., Verzeichniß der Sammlung der Bücher, Oelgemälde, Kupferstiche, Wasser- und Email=Malereien, … des zu Nürnberg verstorbenen Herrn Oberpostmeisters Schustern welche …, Google Books, online, S. 15, Position 2.

### Artikel
- Wolfgang Holler: Amigoni (Amiconi), Jacopo, in: Ian Chilvers (Hrsg.): The Oxford Dictionary of Art (3 ed.), Oxford University Press, 2003 (online auf Grove online; englisch; Abruf nur mit Abonnement)
- Amigoni, Jacopo, in: Lexikon der Kunst, Bd. 1, Karl Müller Verlag, Erlangen, 1994, S. 177–178
- Amigoni, Jacopo, in: Allgemeines Künstlerlexikon : die bildenden Künstler aller Zeiten und Völker [sogenannter „Saur“], Verlag Saur/De Gruyter, München/Berlin, 1992, Bd. 3, S. 216–218
- Maria Cristina Pavan Taddei: Amigoni (Amiconi), Iacopo. In: Alberto M. Ghisalberti (Hrsg.): Dizionario Biografico degli Italiani (DBI). Band 2: Albicante–Ammannati. Istituto della Enciclopedia Italiana, Rom 1960.
- P. K.: Amigoni, Jacopo. In: Ulrich Thieme, Felix Becker (Hrsg.): Allgemeines Lexikon der Bildenden Künstler von der Antike bis zur Gegenwart. Begründet von Ulrich Thieme und Felix Becker. Band 1: Aa–Antonio de Miraguel. Wilhelm Engelmann, Leipzig 1907, S. 407–408 (Textarchiv – Internet Archive).
- Amigoni, Jacopo, in Julius Meyer: Allgemeines Künstler-Lexikon. Engelmann, Leipzig 1870. Band 1, S. 631–636 (davon 4 Seiten Werkübersicht)
- Eintrag Amigoni, Jacopo, in Georg Kaspar Nagler: Neues allgemeines Künstler-Lexicon …. Schwarzenmann & Schumann, Leipzig (Nachdruck der Ausgabe München 1835), S. 101–102
- Amigoni, Jakob, Eintrag in Felix Joseph Lipowsky: Baierisches Künstler-Lexikon. Erster Band. Von A. bis O., München 1810, S. 5–6, 225
- Constantin von Wurzbach: Amigoni, Jakob. In: Biographisches Lexikon des Kaiserthums Oesterreich. 1. Theil. Universitäts-Buchdruckerei L. C. Zamarski (vormals J. P. Sollinger), Wien 1856, S. 31 (Digitalisat).
- Gladys Wilson: “One God! One Farinelli!” Amigoni’s portraits of a famous castrato, in: Apollo, vol. 140, No. 391 (Sept. 1994), S. 45–51.

### Weiterführende Literatur
- Leslie Griffin Hennessey: Jacopo Amigoni (c. 1685–1752) : an artistic biography with a catalogue of his Venetian paintings, 2 Bde., Dissertation an der University of Kansas, 1983
- Wolfgang Holler: Jacopo Amigonis Frühwerk in Süddeutschland (Reihe: Studien zur Kunstgeschichte, Bd. 30), Verlag G. Olms, Hildesheim / New York, 1986. ISBN 3-487-07727-2
- Annalisa Scarpa Sonino: Jacopo Amigoni (Reihe: Mensili d'arte, 16), Edizioni dei Soncino, Soncino, 1994. (Italienisch)
- Hermann Voss: Jacopo Amigoni und die Anfänge der Malerei des Rokoko in Venedig … Mit dreiundzwanzig Textabbildungen, (Verlag?, Ort ?), 1918
- Leo Weber SDB: Kloster Benediktbeuern, Verlag Schnell & Steiner, Regensburg, 2003, S. 52–54